# Josef Blažek (1911)
Josef Blažek (22. března 1911 Načeradec – 9. května 1953 státní hranice u Rozvadova) byl český zubař, který zemřel v roce 1953 při autonehodě, když se svým automobilem pokusil prorazit hraniční závoru.

## Životopis
Narodil se v roce 1911 v Načeradci. Spolu se svou matkou se poté v prosinci 1918 přestěhoval do Králík. Na počátku čtyřicátých let pracoval jako zubní technik v zubní ordinaci. Na pracovišti navázal vztah se svou pozdější ženou Annou. V roce 1943 se páru narodilo dítě. Po konci druhé světové války se se svou přítelkyní na podzim 1945 oženil a odstěhoval do Lanškrouna. Poté se v roce 1948 rodina přestěhovala do Českého Dubu, kde Blažek do roku 1949 provozoval vlastní zubní ordinaci, přičemž kvůli zestátnění jeho praxe byl nucen začít pracovat v nemocnici v Liberci. Zřejmě v tomtéž roce se páru narodilo druhé dítě.

### Motivace k útěku
Na pracovišti v liberecké nemocnici navázal Blažek milostný vztah s jednou ze svých kolegyň, která později s Blažkem otěhotněla. Blažek se rozhodl situaci vyřešit tak, že se svou kolegyní utečou na západ, kde si zároveň bude moci otevřít vlastní zubní ordinaci, která mu byla komunistickým režimem znárodněna.

### Pokus o útěk ze země a smrt
Pár se vydal dne 8. května 1953 z Liberce do Prahy, kde přenocoval, a druhý den odcestoval přes Stříbro a Plzeň ke státní hranici se Západním Německem, konkrétně k hraničnímu přechodu Rozvadov–Waidhaus. Dvojice se rozhodla hranici překonat tak, že ve svém voze překoná všechny hraniční závory jejich prostým projetím a zničením. To se sice povedlo u první závory, do druhé však automobil řízený Blažkem narazil, přičemž tou dobou jej navíc zasáhlo několik kulek vystřelených příslušníkem Pohraniční stráže. Blažek následky zranění po nehodě nepřežil. Jeho milenka nehodu s těžkými zraněními přežila a byla převezena do nemocnice v Plané, do listopadu 1953 byla držena ve vazbě. Blažek byl pohřben pravděpodobně v obci Nové Domky.